# دوغ مورغان
دوغ مورغان (بالإنجليزية: Doug Morgan)‏ هو لاعب كرة قدم بريطاني (وحمل سابقاً جنسية المملكة المتحدة لبريطانيا العظمى وأيرلندا) في مركز الظهير، ولد في 1890 في المملكة المتحدة، وتوفي في 31 ديسمبر 1916 في فلاندرز الغربية في بلجيكا. لعب مع هال سيتي.